# Eline Kuppens
Eline Kuppens (Turnhout, 28 oktober 1982) is een Vlaamse theater- en filmactrice.
Voor en tijdens haar studies werkte ze mee aan de theaterproducties Antigone, Phaedra's Love en Oorlog. In 2006 studeerde ze af aan het Rits in Brussel met de voorstelling Wroetvrouwe. Nadien werkte ze mee aan de producties Bulger van jeugdtheater BRONKS en Platonov van Theater Zuidpool.
Haar eerste filmrol was een hoofdrol als Marie in de debuutfilm van Pieter Van Hees, Linkeroever (2008). Ze kreeg voor deze rol de Circleframe Award voor beste actrice op het Gotham Screen 2008 Film Festival, een festival dat van 30 oktober tot 2 november 2008 georganiseerd werd in New York. Ze speelde vervolgens een gastrol in David en begon in 2010 aan de opnamen van Quixote's Island, een film uit 2011 van Didier Volckaert. Met Weekend aan zee van Ilse Somers uit 2012 had ze terug een hoofdrol. In 2015 speelde ze Cloé De Meester in de VTM-serie De Bunker, een serie over staatsveiligheid.
Eline Kuppens geeft ook les in een academie van het deeltijds kunstonderwijs.
- Bibliothèque nationale de France: cb165060903 (data)
- International Standard Name Identifier: 0000 0001 1994 1984
- Virtual International Authority File: 170955195